# Церква Різдва Пресвятої Богородиці (Буяни)
Церква Різдва Пресвятої Богородиці — чинна дерев'яна церква у селі Буяни. Побудована у 20—30-х роках XX століття. Після побудови в селі нового храму у 1993 році в Церкві Різдва Пресвятої Богородиці служби не проводять через значну віддаленість від населеного пункту.

## Історія
Перша буянівська церква була зруйнована під час Першої світової війни внаслідок боїв, що відбувалися поблизу села. У повоєнні роки громада купила на Поліссі дві клуні, привезли в село, поставили, накрили дахом і почали правити.
Розписи на стінах церкви робили місцеві жителі, так значиться на одному із зображень.
Першим настоятелем парафії був Іван Сиротенко (Капелан Армії УНР)
У радянські часи до цієї церкви приходили молитися люди з довколишніх сіл. Церква була чинною до 1993 року. З 1993 року у селі діє новий храм.

## Екстер'єр

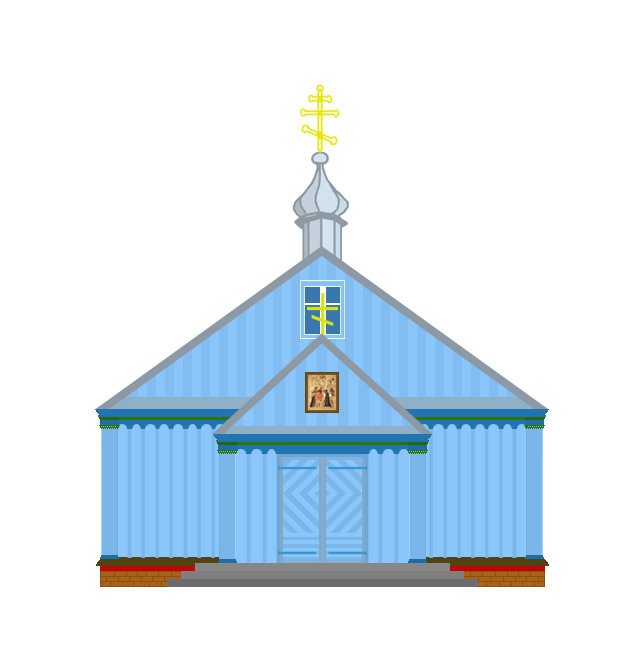
Вхід до церкви. Малюнок Альошина А.

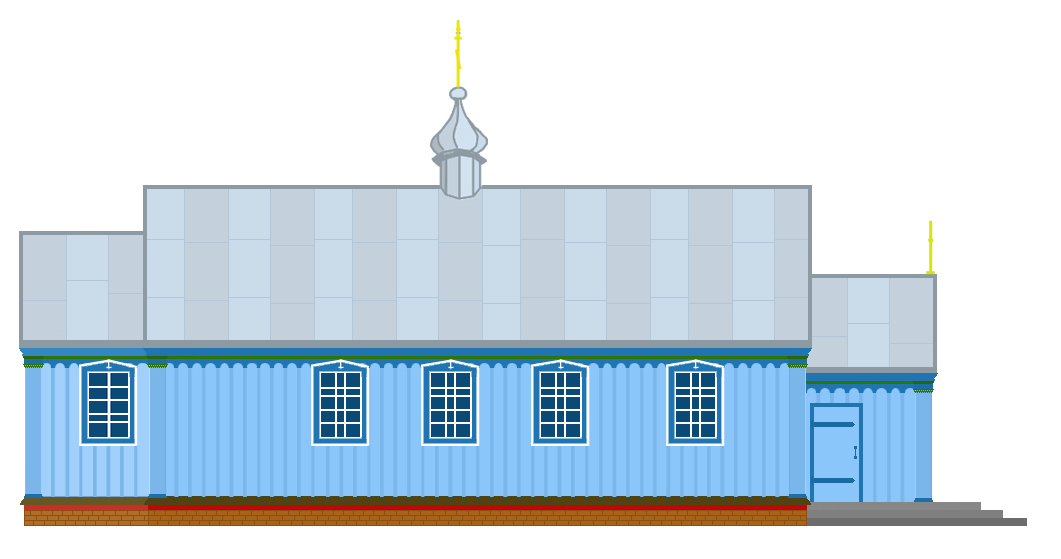
Північний бік. Малюнок Альошина А.

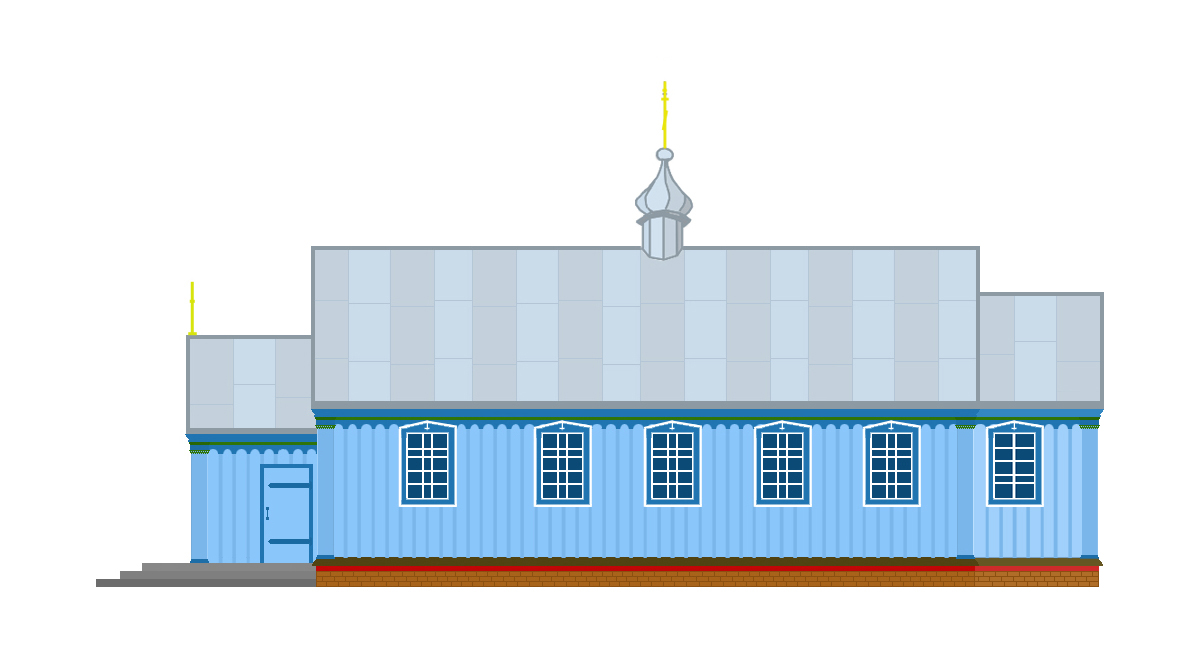
Південний бік. Малюнок Альошина А.

Церква Різдва Пресвятої Богородиці — це тридільна (Бабинець, нава, вівтар) безкупольна церква «хатнього» типу, довжина близько 16 метрів, висота — близько 8 метрів, ширина — близько 7 метрів. Церква стоїть на цегляному цоколі. На рівні з цоколем, під підлогою, розставлені пеньки, які утримують підлогу і запобігають її прогинанню. Над цоколем розташовується дерев'яний цокольний карниз. Дощата обшивка церкви вертикальна зі штапиками голубого кольору. Стіни укріплені очеретом. Зверху Кути церкви оздоблені пілястрами. Основою пілястр виступає цокольний карниз, на якому розташовуються бази пілястр. Капітель пілястри дерев'яна, різьблена, синього та зеленого кольорів.
З лівої сторони нави (північна сторона) 4 вікна. Вікно складається з 2 перемичок і 4 слупиків, які утворюють малюнок хреста. З правої сторони нави (південна сторона) 5 аналогічних вікон. З лівої і правої сторони вівтарної частини церкви по одному вікну, які складаються з одної перемички(в центрі) і 4 слупиків. Усі вікна п'ятикутні, зверху є елемент різьблення, вікна синього та білого кольорів.
У церкві троє дверей, усі троє в бабинці. Двоє бокових одностулкових та одні головні — двостулкові; Двері дерев'яні.
Дах церкви двосхилий, вкритий бляхою. Несучі елементи покрівлі складаються з крокв та підбалок. На середині коника знаходиться невеликий восьмигранний купол з металевим хрестом. Висота купола з хрестом близько 3,5 метрів.
Усі три тимпани (внутрішнє трикутне поле фронтону) зроблені з дерев'яних вертикальних досочок зі шпатиками. У тимпані, що знаходиться спереду над навою, розміщене вікно, для освітлення хорів. На фронтоні бабинця (над вхідними дверима) стоїть хрест, а в тимпані цього ж фронтону, судячи зі слідів фарби, висіла ікона, напевно, ікона Різдва Пресвятої Богородиці.

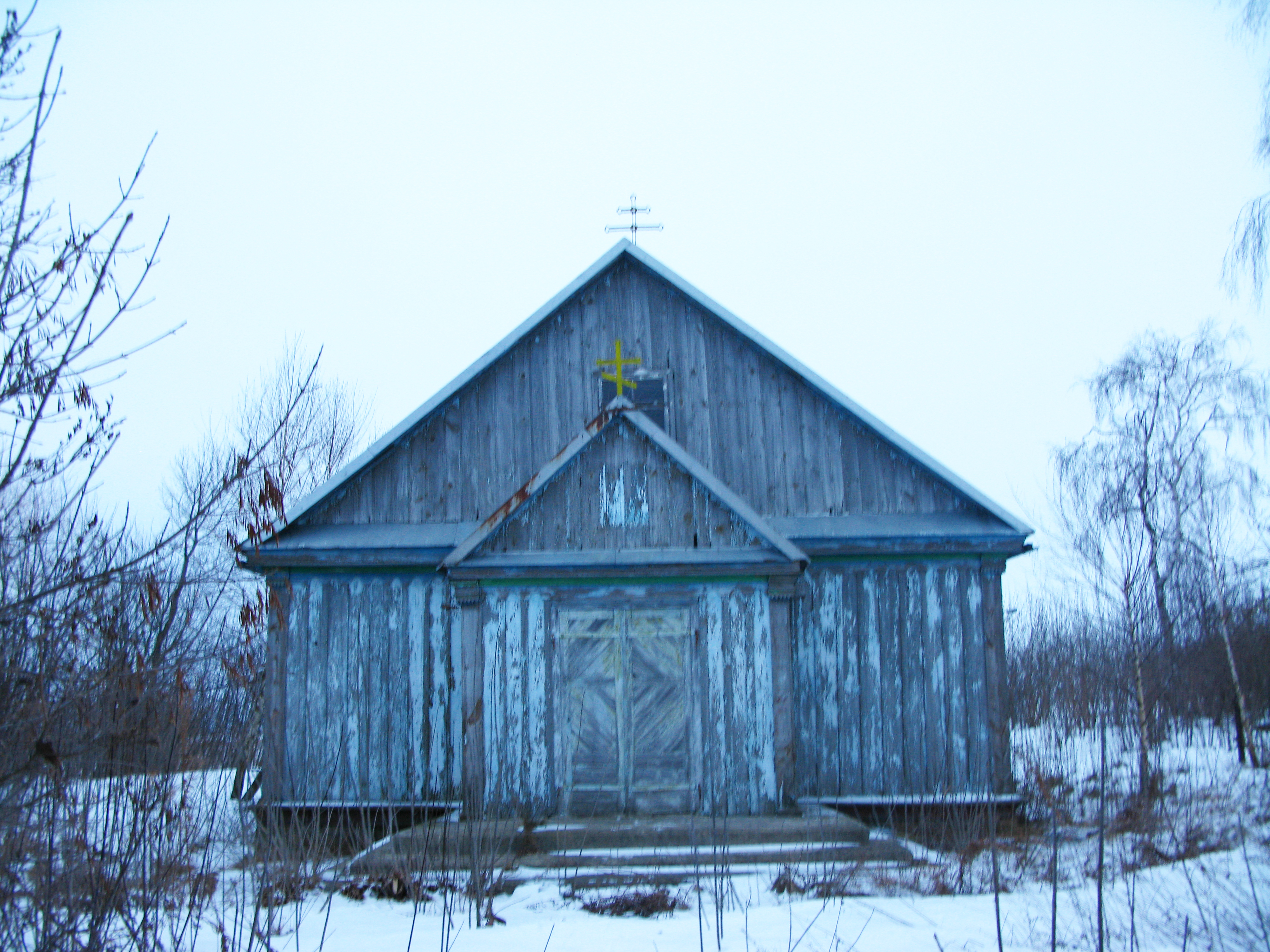
Вхід у церкву
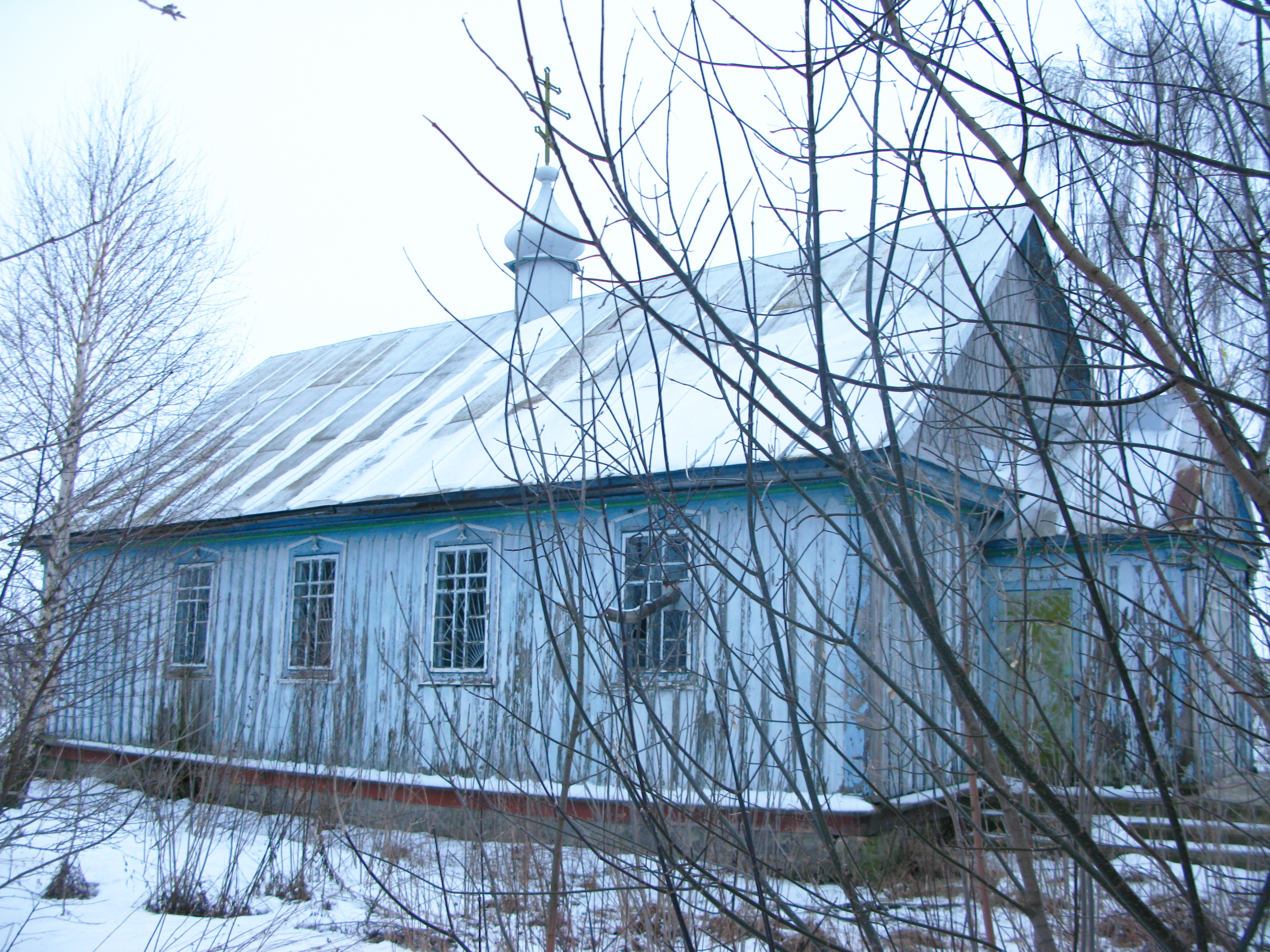
Північна сторона
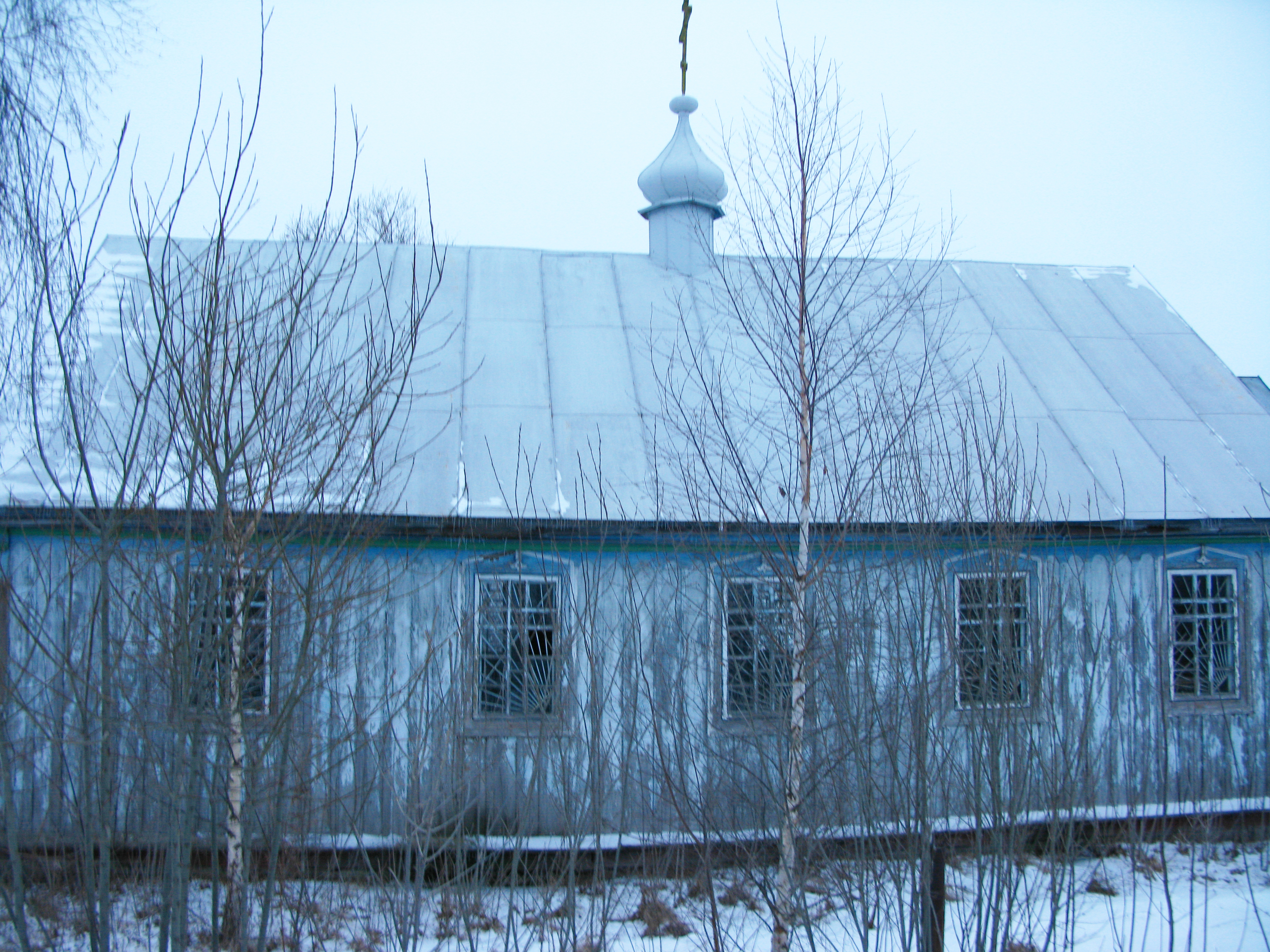
Південна сторона
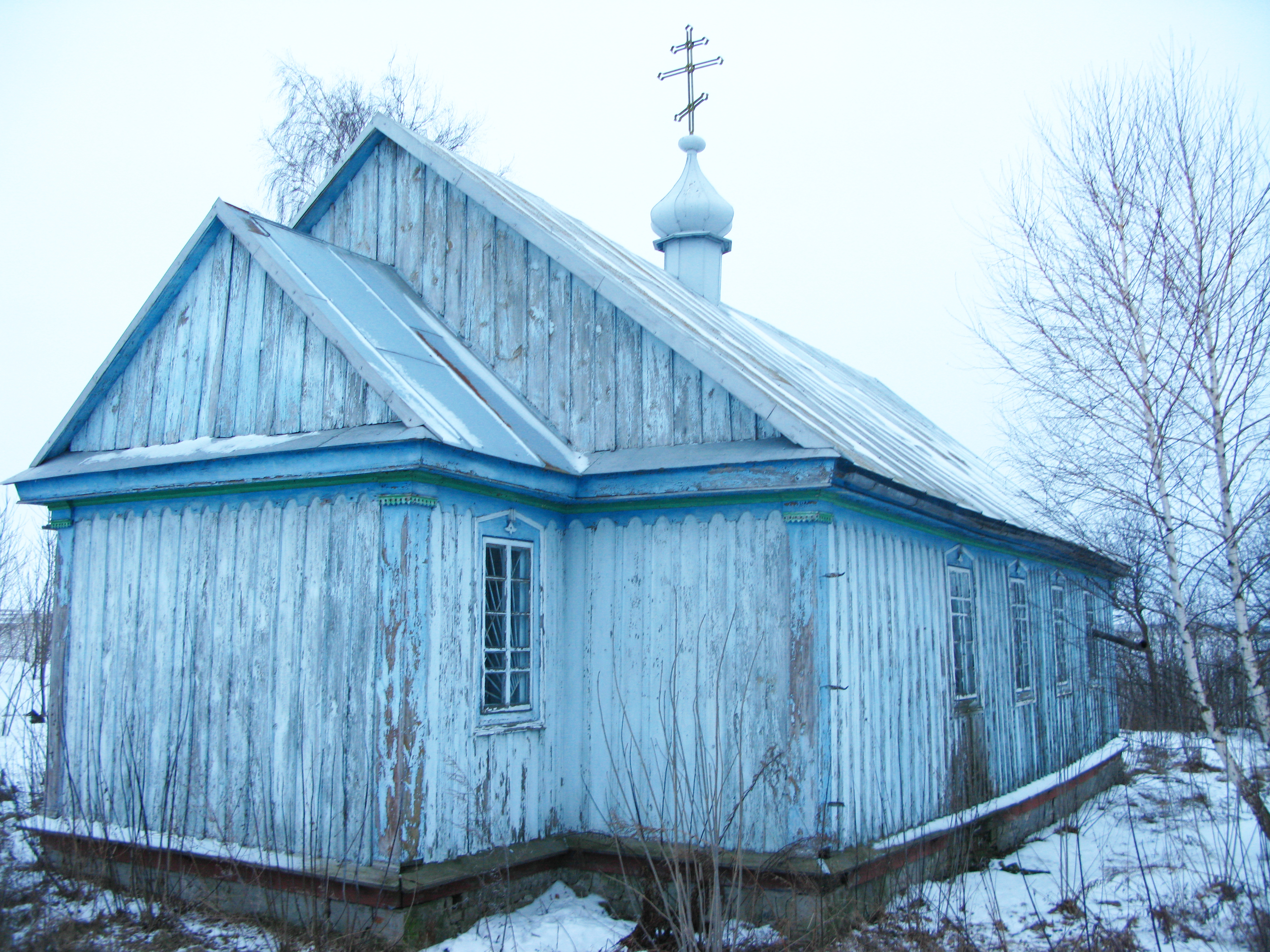
Північно-східна сторона
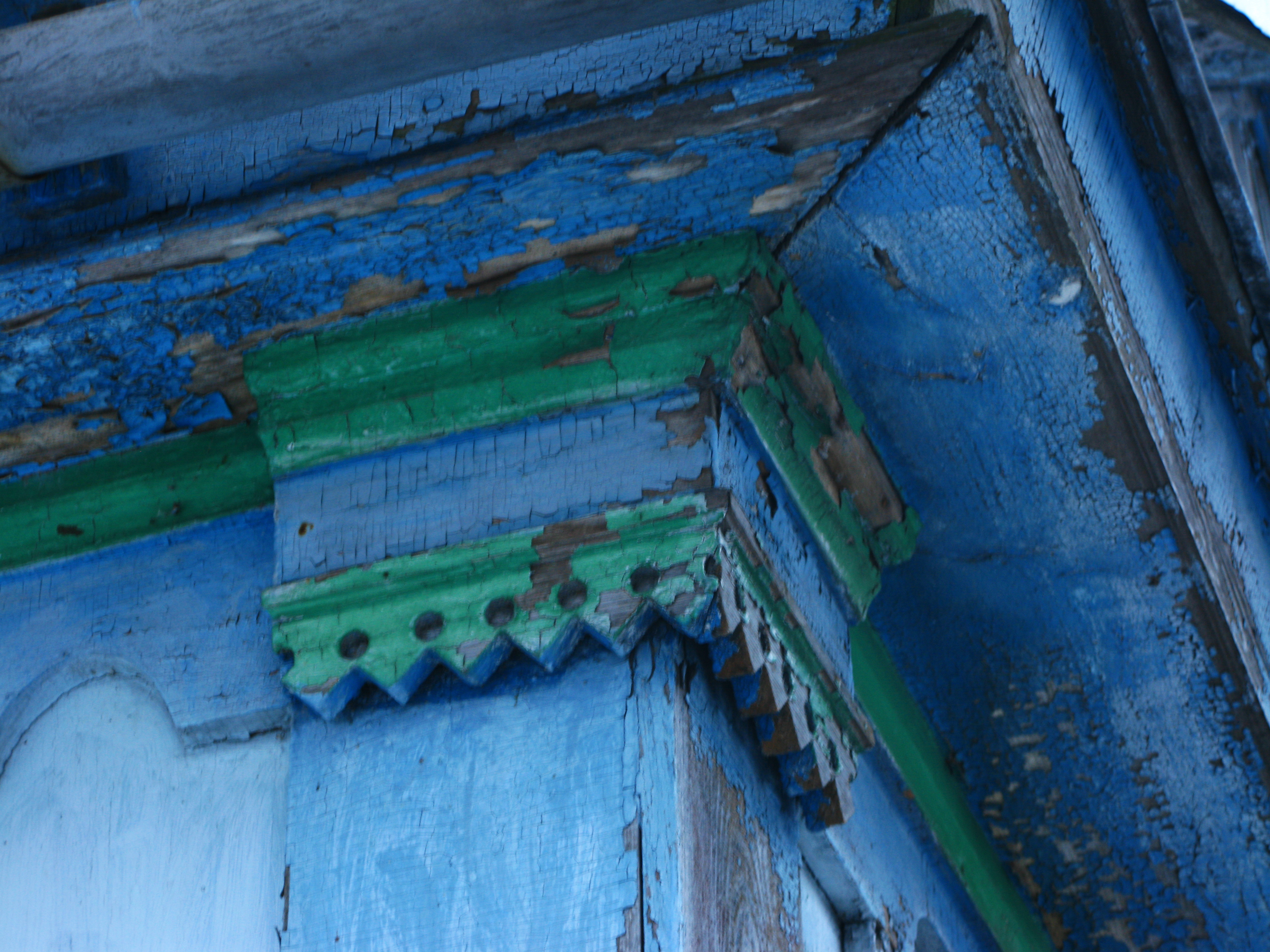
Капітель пілястри
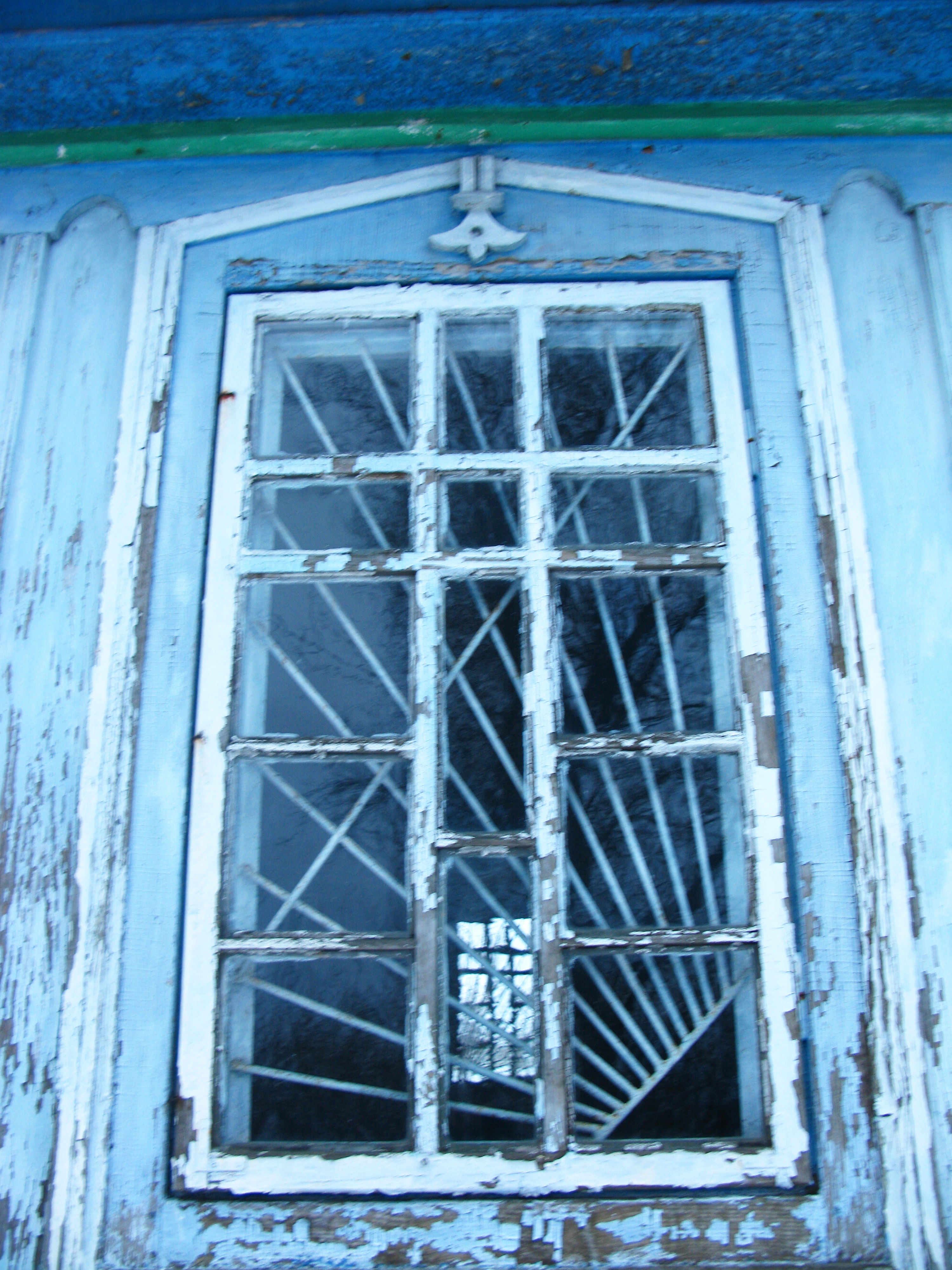
Одне з вікон
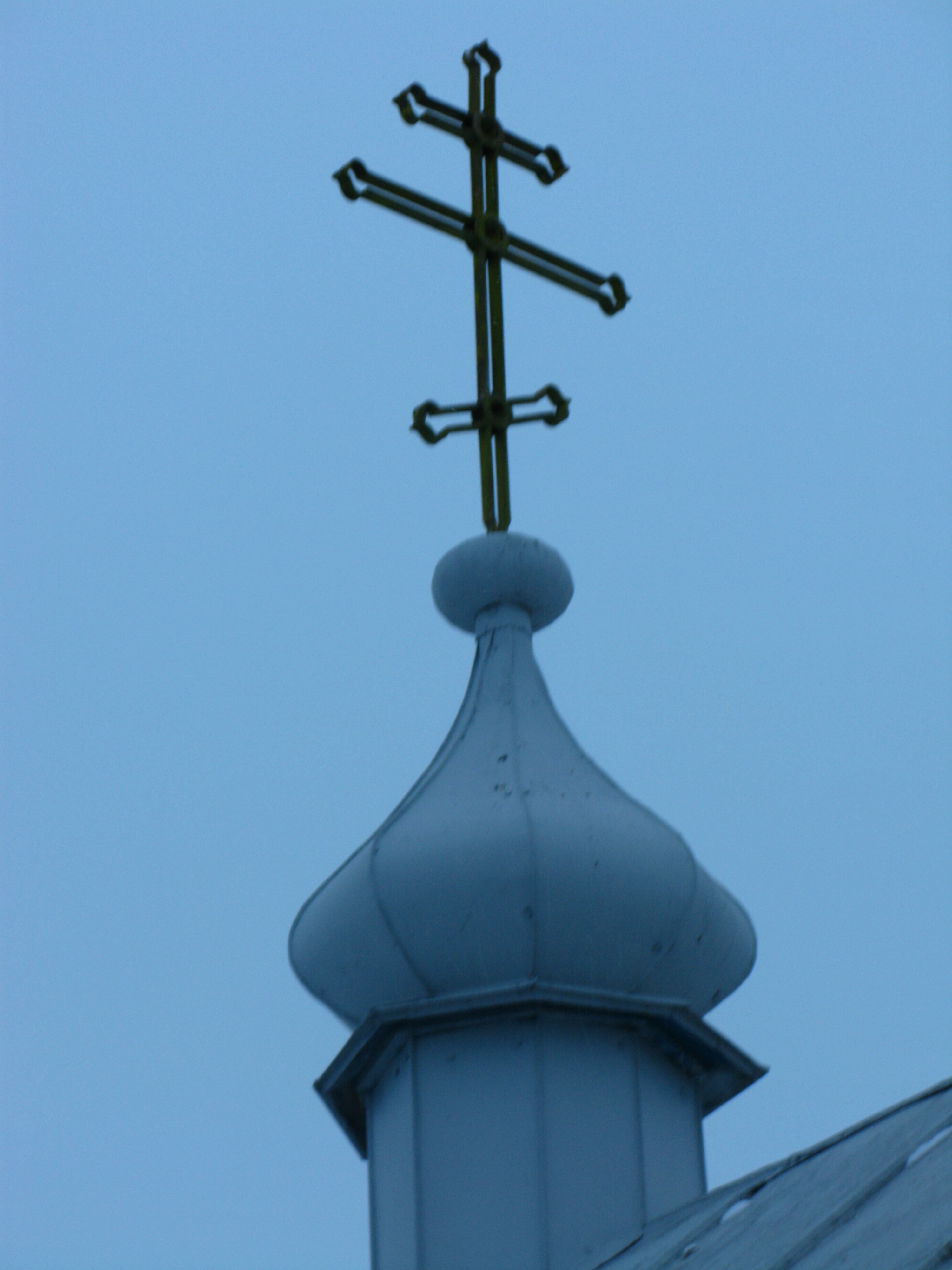
Купол

## Інтер'єр

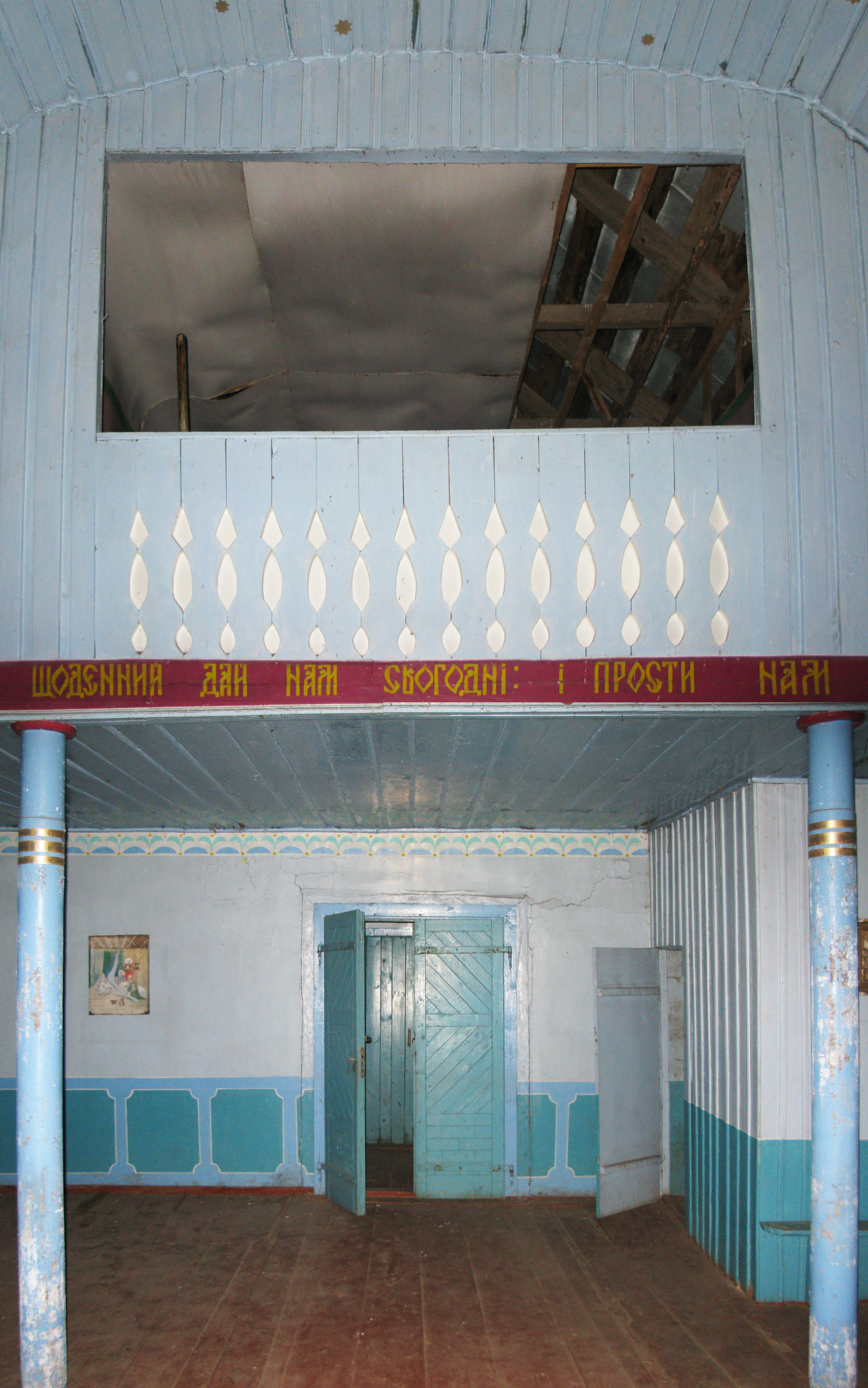
Хори та вхід до церкви з бабинця

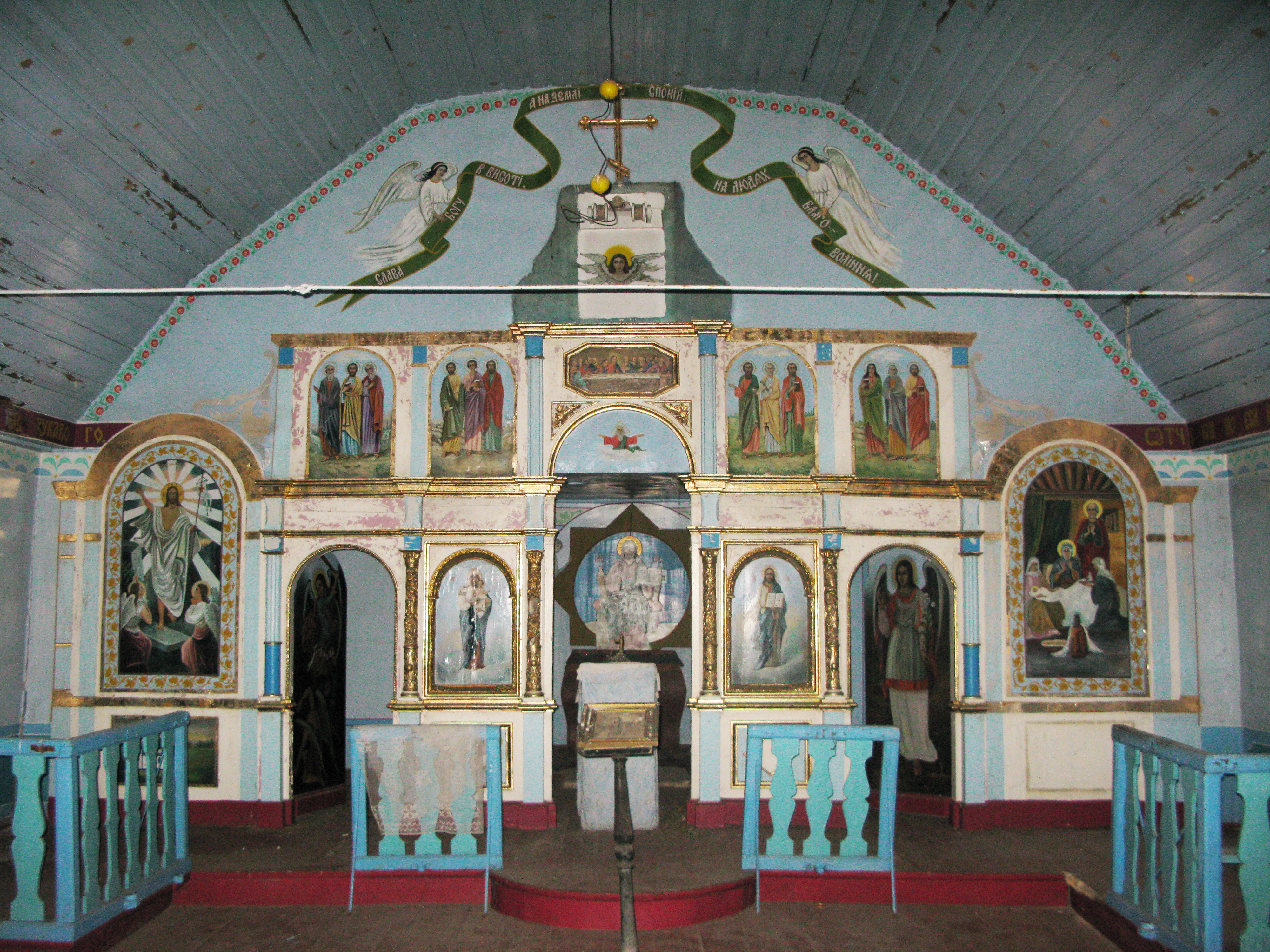
Іконостас

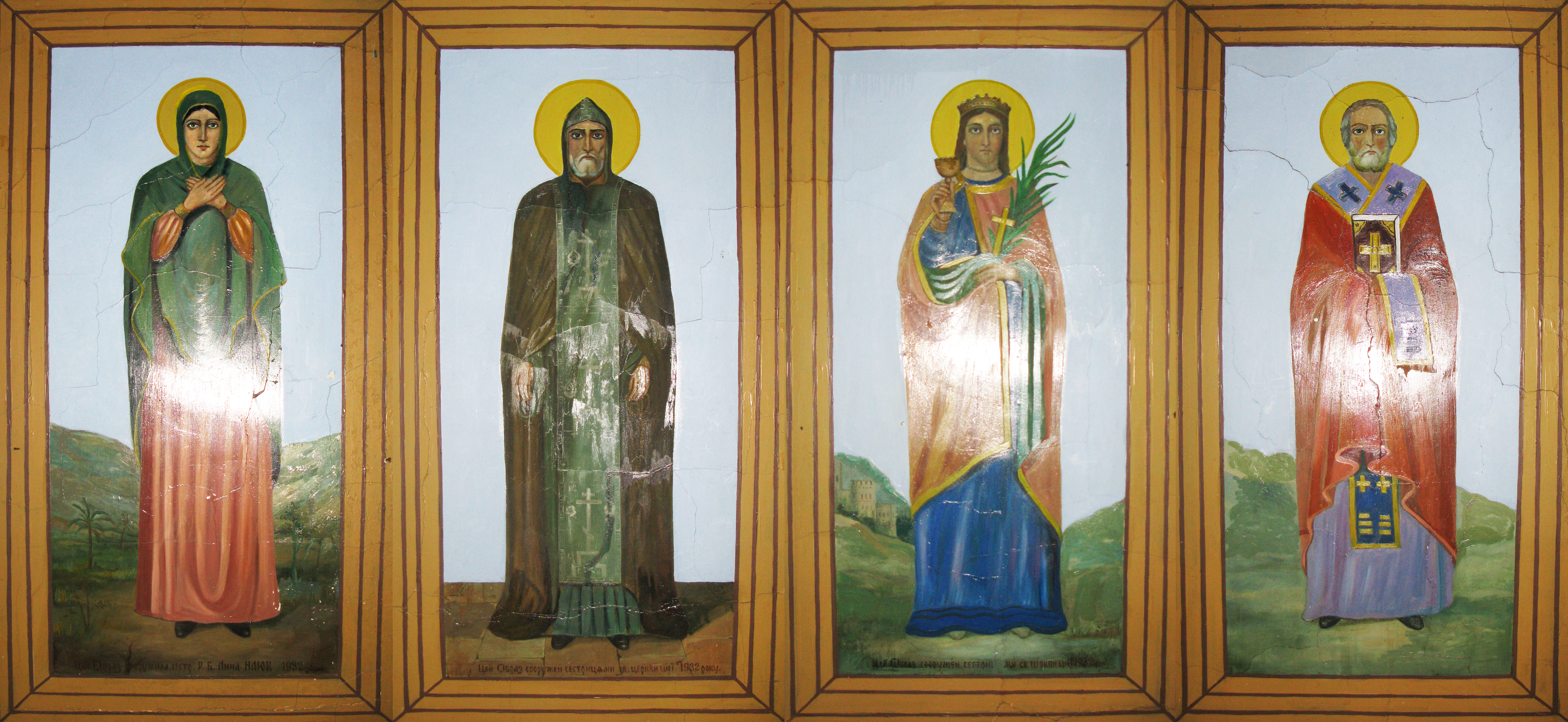
Чотири настінні зображення святих

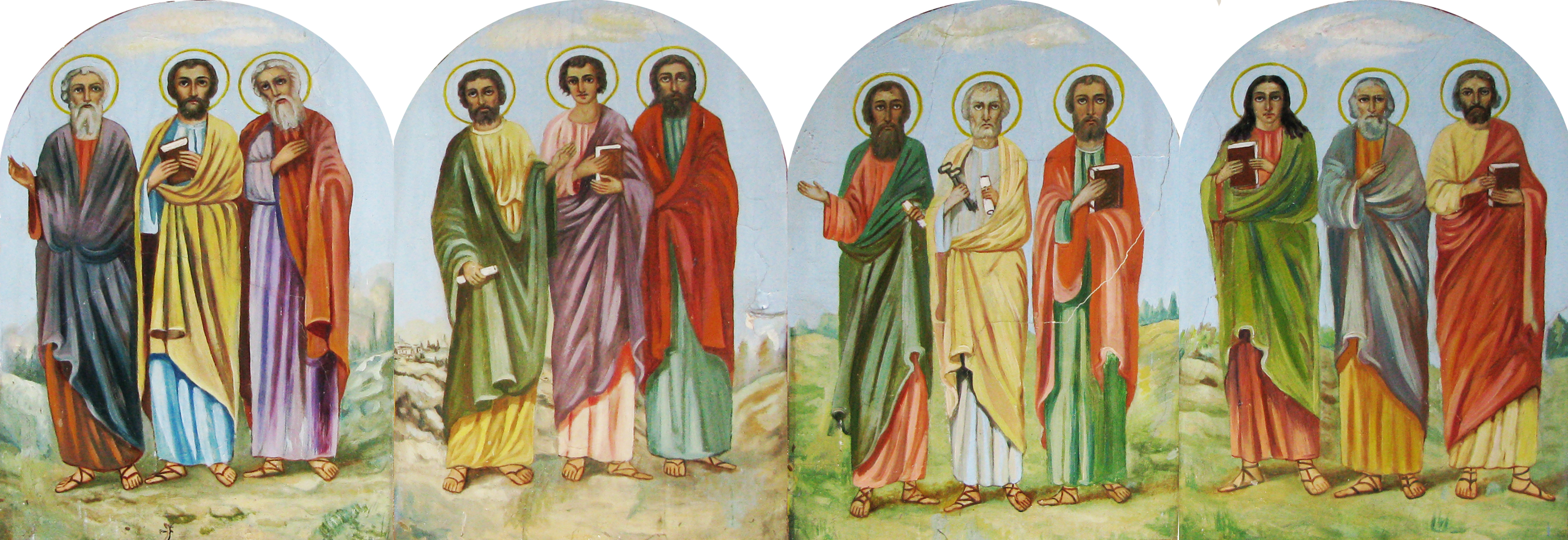
Чотири ікони апостолів з іконостасу

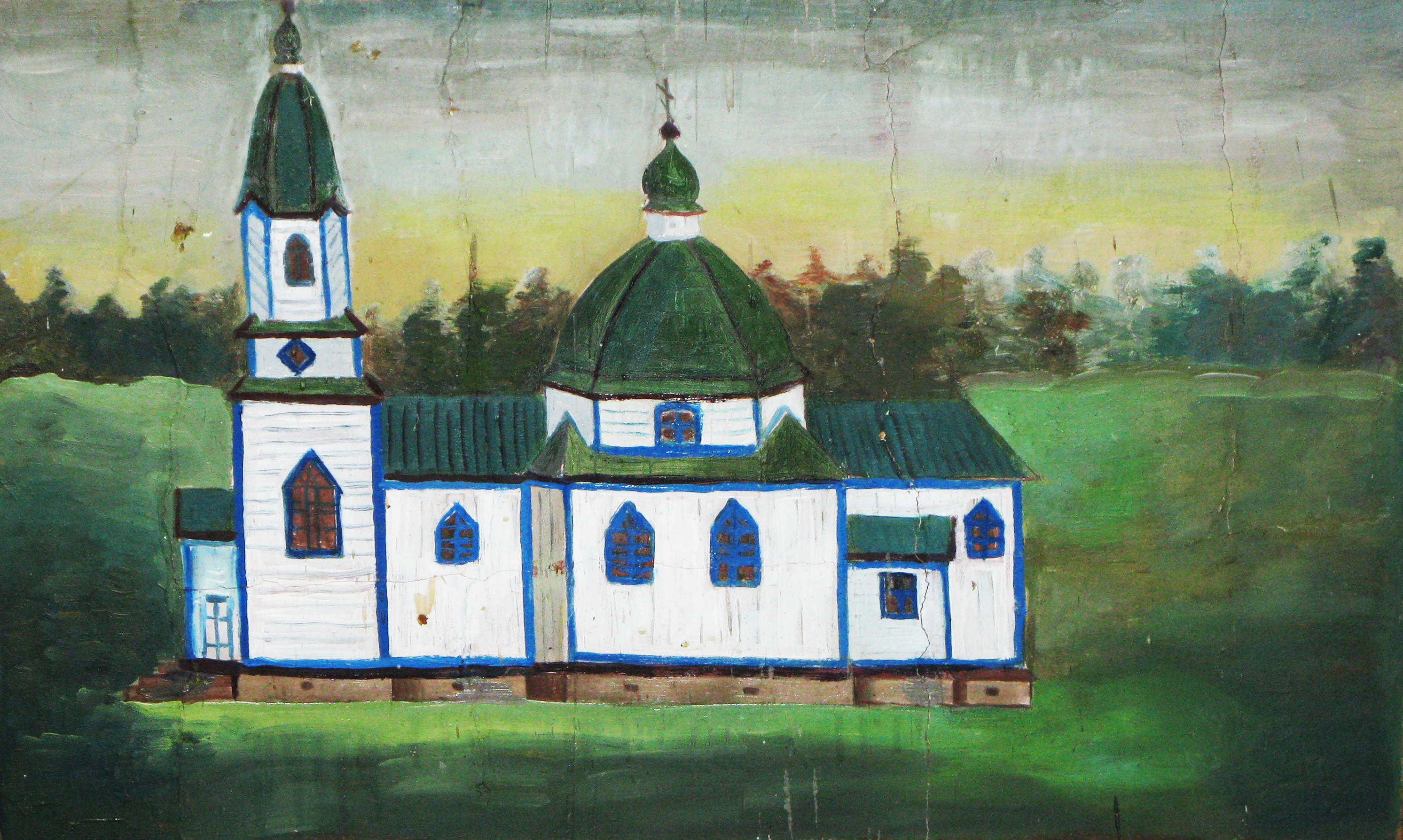
Невідома церква

Внутрішні стіни церкви розфарбовані по всьому периметру нави. На північній і південній стінах знаходяться по два настінні зображення святих. На трьох з чотирьох зображень внизу є написи:
|  | 1. Цей Образ сооружен сестрицами св.церкви цієї 1932 року. 2. Цей Образ сооружила сестр. Р.Б. Анна НАЮК 1932. 3. Цей Образ сооружен сестрицами св.церкви цієї 1932 року. |

Верхня частина стіни(смужка під плінтусом) оздоблена намальованими орнаментами. На нижній половині(на цоколі) стіні на синьому фоні зображено квадратні панелі із круглими ввігнутими всередину кутами. Зліва від дверей у наву знаходяться двері у «комірку» у якій стоїть драбина, що веде на хори. Балкон хорів різьблений; його (балкон) підтримують дві металеві колони.
Стеля церкви має овальну форму, зроблена з дерев'яних дощок набитих вздовж церкви. На стелі намальовано зображення Бога-Отця.
Через весь храм, по периметру стіни, намальована червона стрічка на якій жовтими літерами українською мовою написана молитва «Отче наш».
Середню частину церкви від вівтаря відділяє дерев'яний іконостас всі зображення на якому мальовані. Праворуч від Царських врат знаходиться зображення Ісуса Христа, ліворуч — зображення Богородиці. На південних дверях зображено Архангела Гавриїла, на північних — Архангела Михаїла. На крайній іконі справа (Храмова ікона) зображено Різдво Пресвятої Богородиці, на крайній зліва іконі (місцевшанована ікона) зображено Воскресіння Христа. Під зображенням Воскресіння Христа намальовано невідому церкву, існує припущення, що це стара буянівська церква, що постраждала під час Першої світової війни.
Царські врата дерев'яні, різьблені, золотого кольору. Знаходяться в одній з торчинських церков.
На другому ярусі розміщено чотири ікони із зображеннями дванадцятьох апостолів, по три апостоли на кожній. Над Царськими вратами зображено Бога-Отця, а над ним ікону «Тайна вечеря». Над іконою «Тайна вечеря» зображення Серафима над яким прикріплений механізм для опускання/підіймання ікони.
Над іконостасом, на стіні, зображено двох ангелів, які тримають зелену стрічку, на якій українською мовою білим кольором пише:
|  | СЛАВА БОГУ В ВИСОТІ, А НА ЗЕМЛІ СПОКІЙ, НА ЛЮДЯХ БЛАГОВОЛІННЯ! |

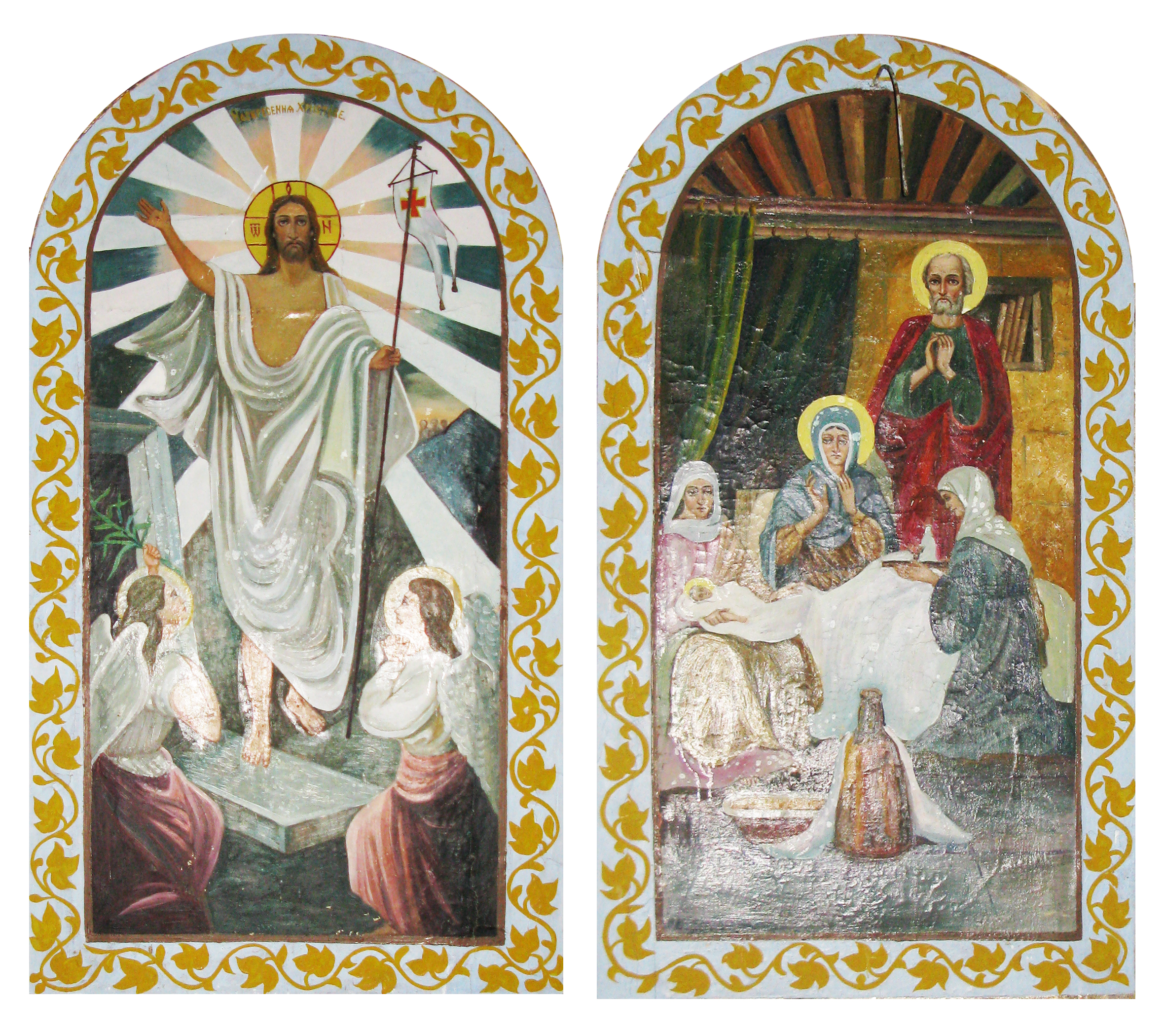
Місце розташанування та ікони
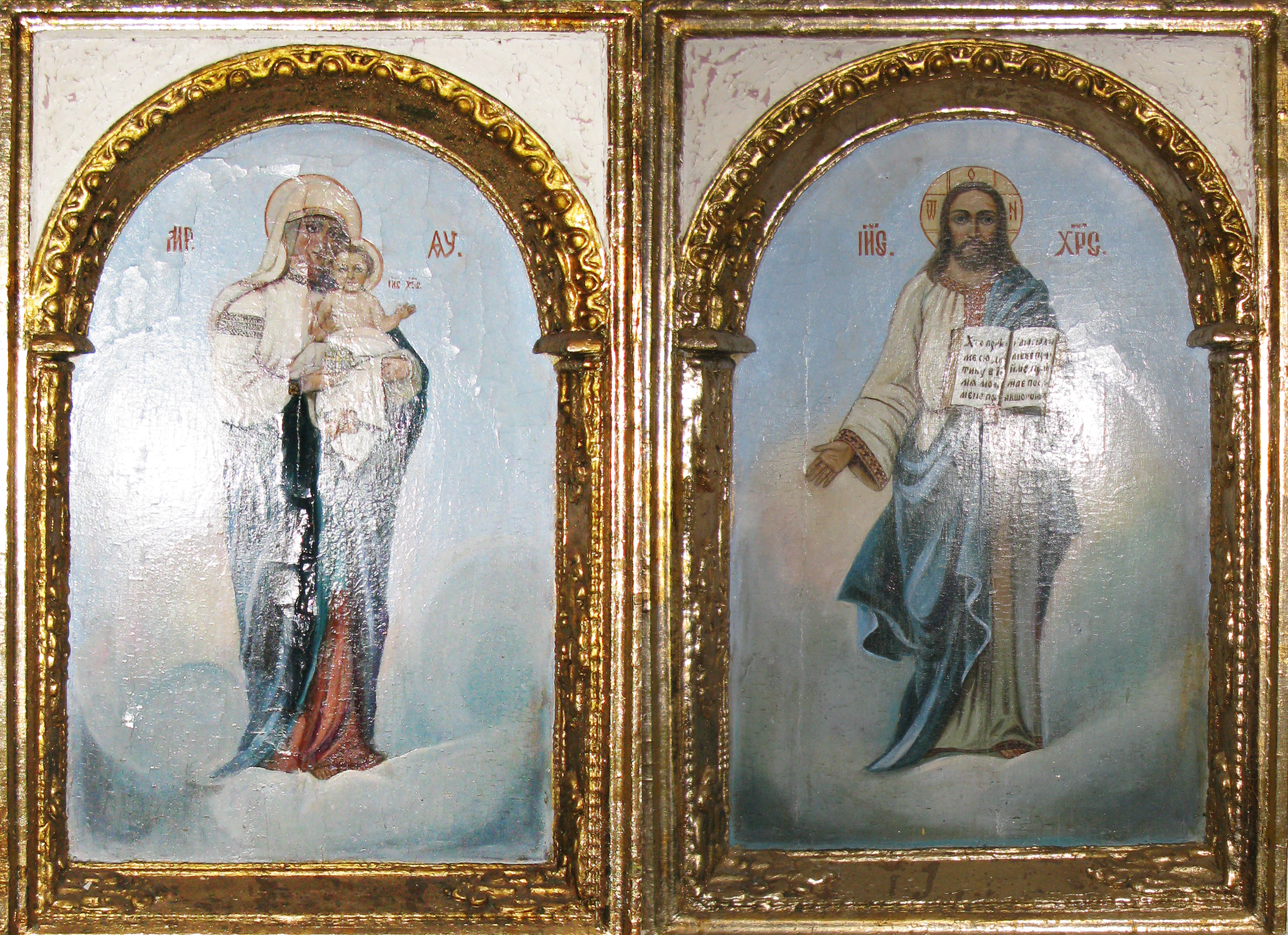
Ікони Богородиці та Ісуса Христа
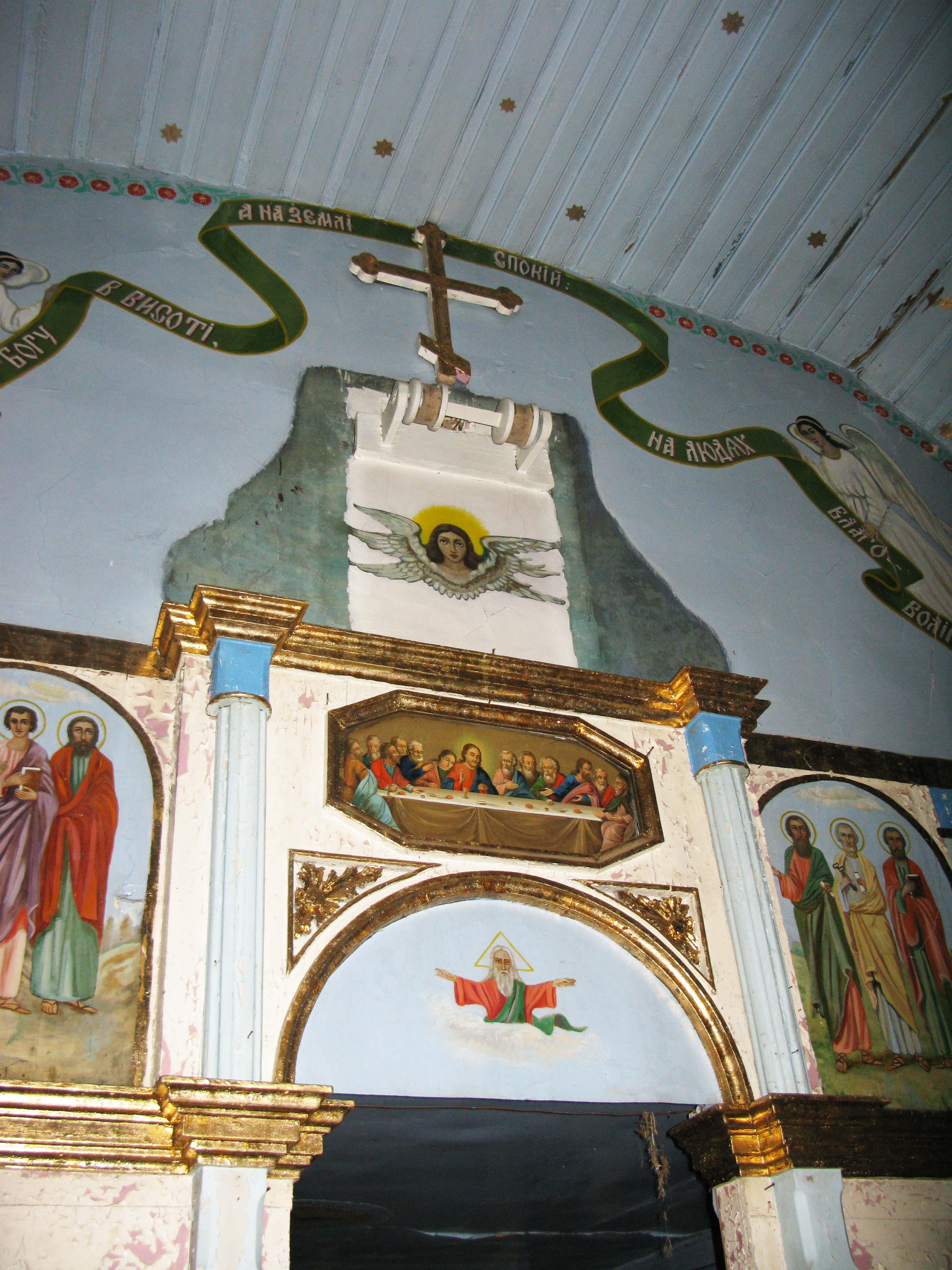
Частина іконостасу
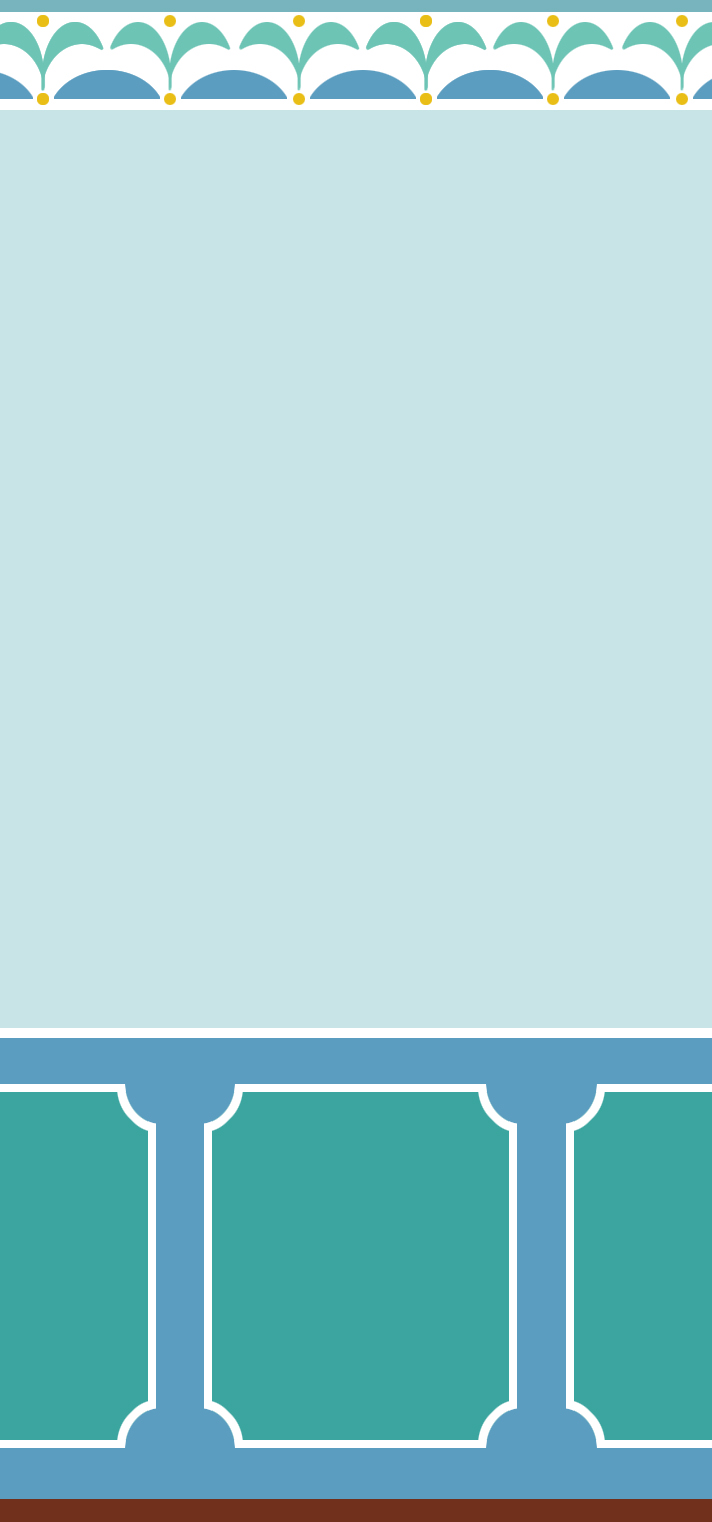
Вигляд малюнку стіни

## Територія церкви
Дзвіниця дерев'яна, двоярусна, за планом — квадратна, висота близько 6 метрів, ширина і довжина по 3—4 метри. На першому ярусі знаходиться приміщення для господарських потреб(щось типу складу), на другому ярусі знаходився дзвін. На другий ярус потрібно підійматися з по драбині.
На території церкви є два пам'ятники. Один із них встановлений на могилі Куделі Параскевії (1882—1944), інший пам'ятник — людям, що загинули під час масового розстрілу в'язнів Луцької тюрми в 1941 році. Під пам'ятником розстріляним в'язням знаходиться склеп.

## Галерея

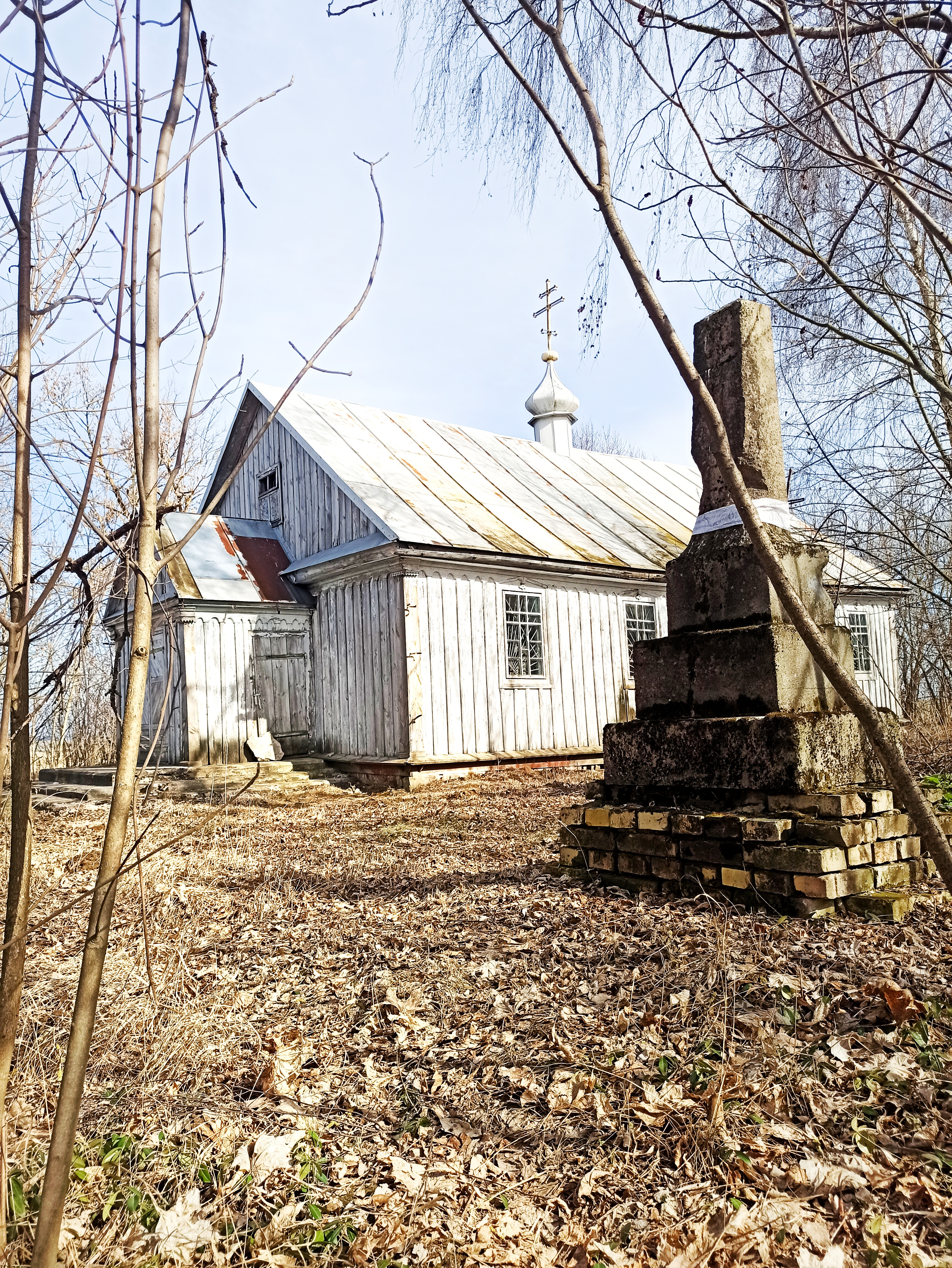
Стара Церква Різдва Пресвятої Богородиці в полі за селом Буяни (березень 2025)
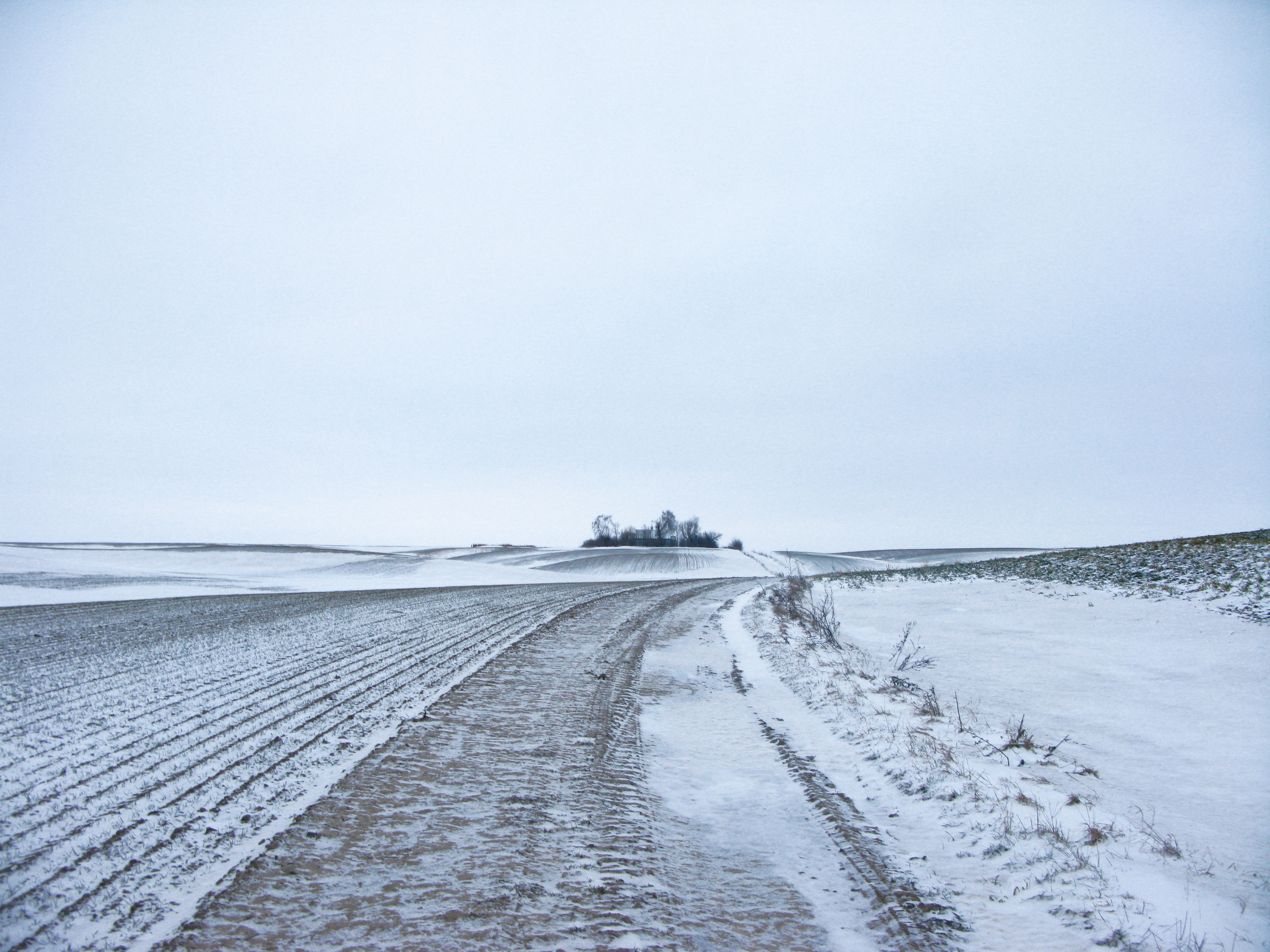
Дорога до церкви
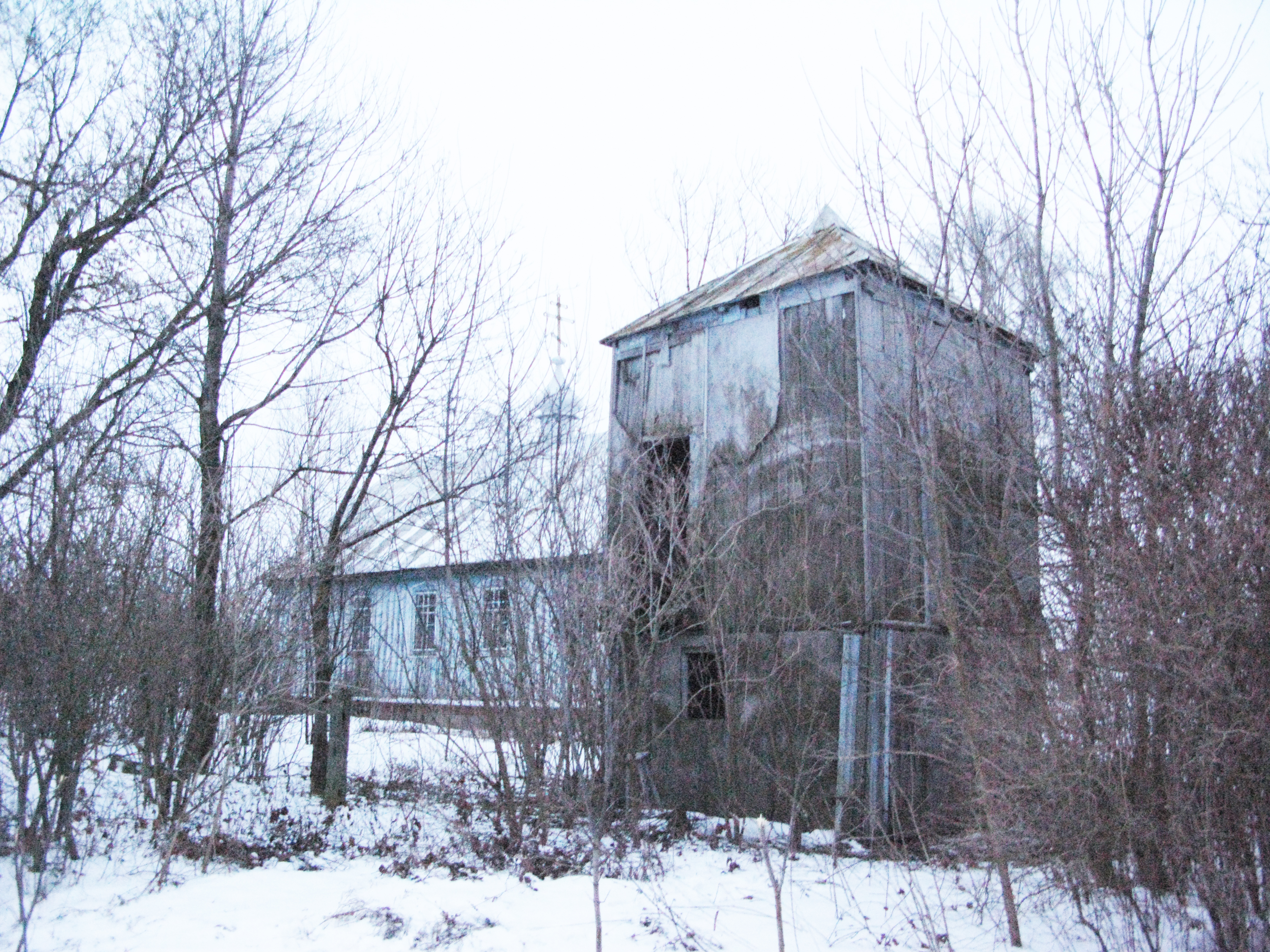
Дзвіниця та церква
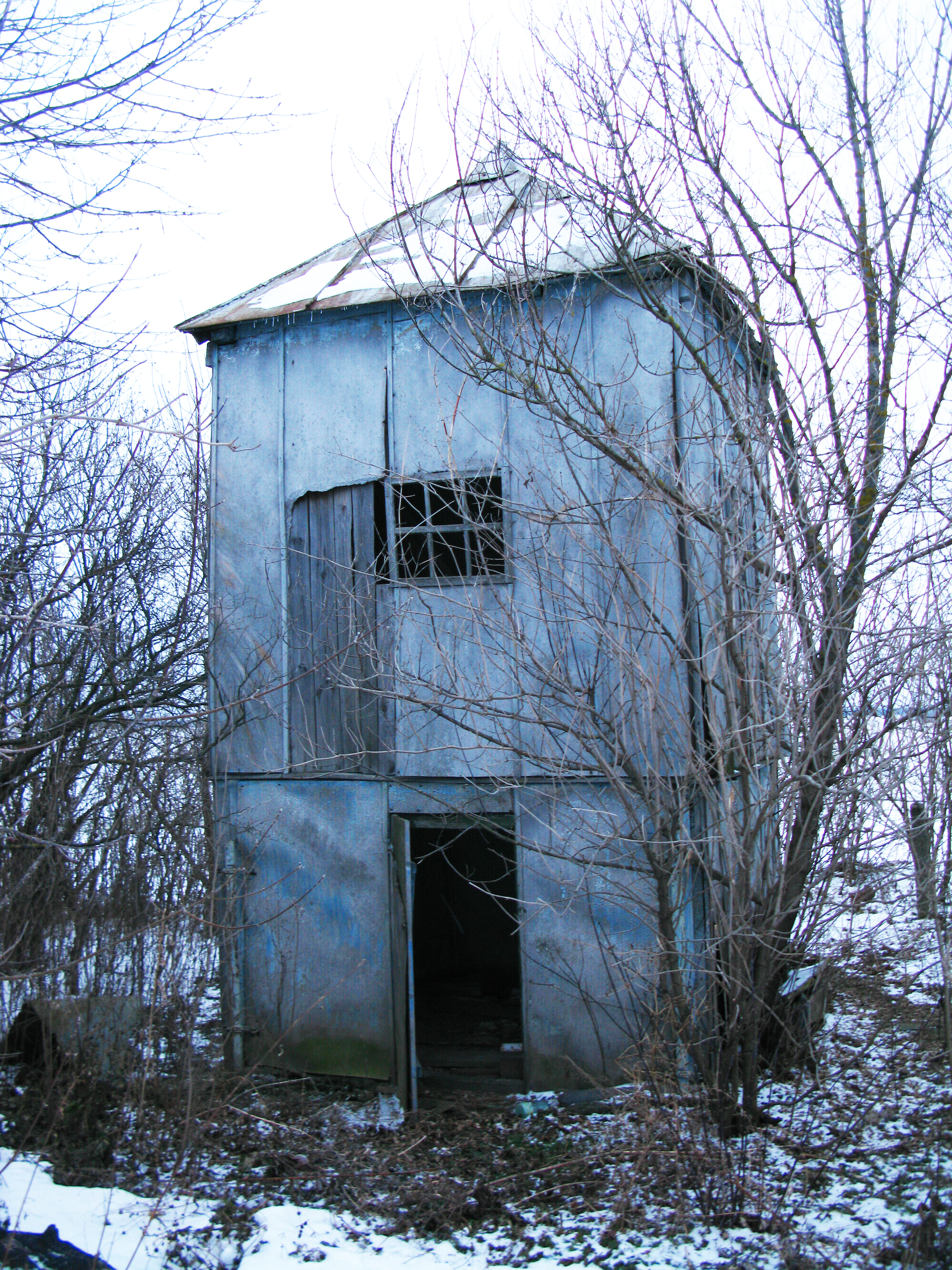
Дзвіниця